# Alonso Fernández de Córdoba
Alonso Fernández de Córdoba y Velasco, (Tafalla, 27 d'agost de 1512 - Estella, 17 de febrer de 1565), segon comte d'Alcaudete, fou un militar navarrès a les ordres de Felip II.
Era fill de Martín Alonso Fernández de Córdoba Montemayor y Velasco. Fou Corregidor de Toledo, fou alcaide, governador i capità general d'Orà i Mers-el-Kebir, i del regne de Tlemecen, defensant Orà el 1563 davant de l'atac de l'Imperi Otomà, i virrei, lloctinent i capità general del Regne de Navarra (1564-1565). Es va casar amb Francisca de Mendoza y Vargas.